# Eurhynchiastrum
Eurhynchiastrum är ett släkte av bladmossor som beskrevs av Mikhail Stanislavovich Ignatov och Huttunen. Eurhynchiastrum ingår i familjen Brachytheciaceae.
Släktet innehåller bara arten Eurhynchiastrum pulchellum.